# Isoeugenol
Isoeugenol gehört zur Stoffgruppe der Phenylpropanoide und ist eine gelbliche Flüssigkeit mit charakteristischem Geruch nach Gewürznelke. Es kommt natürlich als Gemisch aus cis- und trans-Isomer vor, wobei der Anteil des trans-Isomers überwiegt.

## Vorkommen

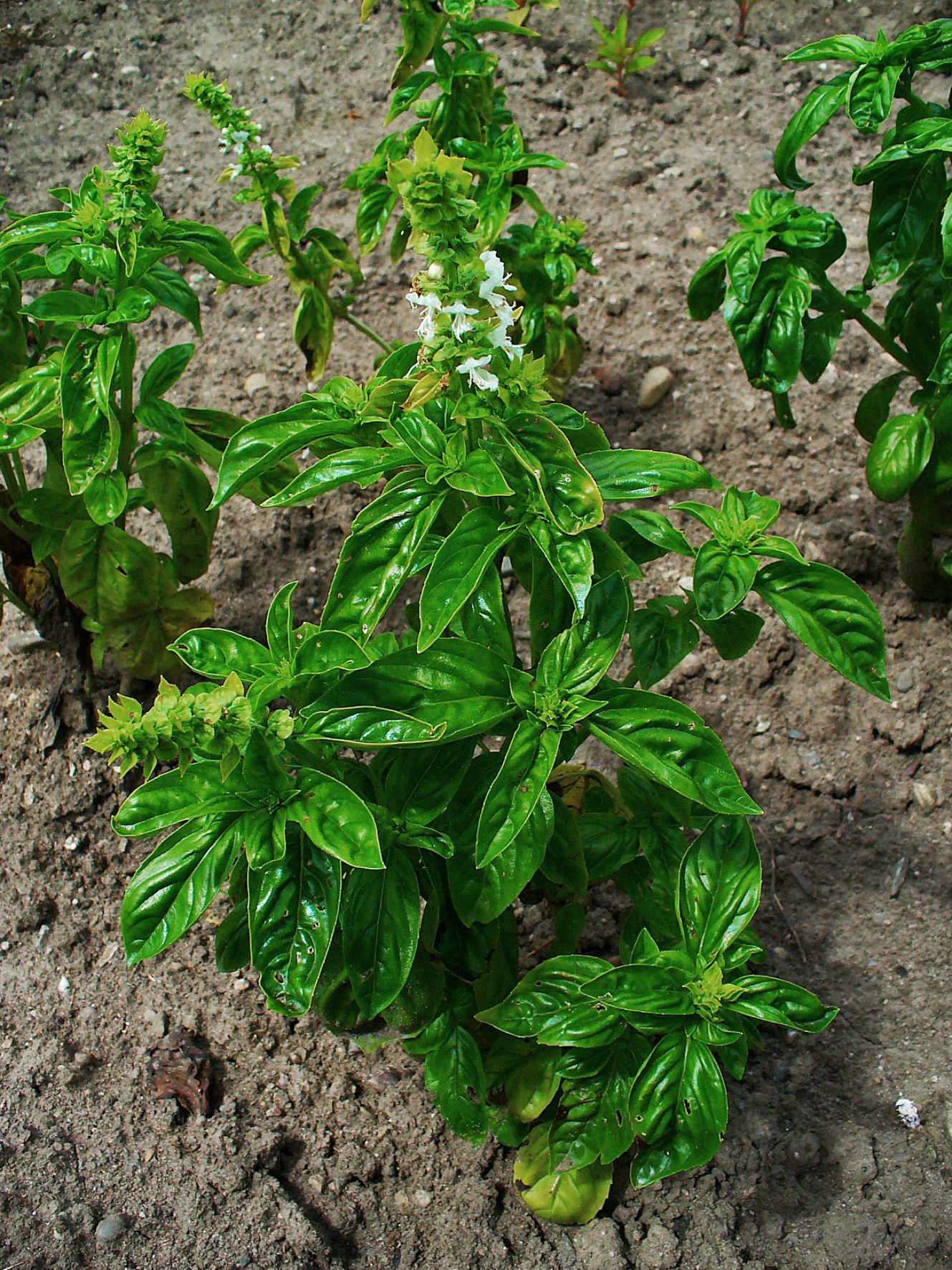
Basilikum (Ocimum basilicum)

Isoeugenol kommt natürlich in hoher Konzentration in Kalmus (Acorus calamus) sowie auch Perilla (Perilla frutescens), Muskatnuss (Myristica fragrans), Basilikum (Ocimum basilicum), Einjährigem Beifuß (Artemisia annua), Zimt (Cinnamomum verum), Kassien (Cinnamomum aromaticum), Gewürznelken, Dost (Origanum sipyleum), Amerikanischen Heidelbeeren (Vaccinium corymbosum), Dill, Tabak (Nicotiana tabacum), Reis (Oryza sativa), Bay (Pimenta racemosa), Arabica-Kaffee (Coffea arabica), Ylang-Ylang-Öl, Ingwer (Zingiber officinale) und Piment (Pimenta dioica) vor.

## Eigenschaften
Durch Isomerisierung von Eugenol (1) zu Isoeugenol (2) mittels Alkalien und anschließender Oxidation durch Kaliumpermanganat oder Ozon lässt sich Vanillin technisch gewinnen.
Der Flammpunkt von Isoeugenol liegt bei > 150 °C.

## Analytik
Zur qualitativen und quantitativen Bestimmung der Substanz kann  die Kopplung der HPLC mit der Massenspektrometrie nach angemessener Probenvorbereitung eingesetzt werden.

## Toxizität
Isoeugenol ist nicht gentoxisch, aber verursacht hepatozelluläre Karzinome und Adenome nach oraler Gabe bei männlichen Mäusen.
Es ist sowohl ein Antioxidans als auch ein Prooxidans; auf Letzterem beruht wahrscheinlich seine (schleim)hautreizende, allergiefördernde Wirkung.

## Rechtliches
Wegen des (haut-)sensibilisierenden und allergenen Potentials ist Isoeugenol kennzeichnungspflichtig (Anlage 2 der Kosmetik-Verordnung), wenn es zu mehr als 0,001 % in Produkten die auf der Haut verbleiben oder zu mehr als 0,01 % in Produkten, die wieder abgespült werden enthalten ist.

## Trivia
Der spätere Nobelpreisträger für Chemie Otto Hahn wurde mit einer Arbeit über die Bromderivate des Isoeugenols promoviert.